# Chaetostricha terebrator
Chaetostricha terebrator är en stekelart som beskrevs av Yousuf och Shafee 1985. Chaetostricha terebrator ingår i släktet Chaetostricha och familjen hårstrimsteklar. Inga underarter finns listade i Catalogue of Life.